# Martín Rico
Martín Rico y Ortega (El Escorial, 12 de noviembre de 1833-Venecia, 13 de abril de 1908) fue un pintor español, considerado especialista e introductor del paisaje realista en España,  influido por la Escuela de Barbizon.

## Biografía
Creció en una familia de artistas y estudió en la Escuela de Bellas Artes de San Fernando, siendo su maestro Jenaro Pérez Villaamil. También fue discípulo de su hermano Bernardo (1825-1894), calcógrafo, con quien colaboró como dibujante y grabador, llegando a ser director artístico de La Ilustración Española y Americana.
En 1854 comenzaron sus viajes por Europa: París, Suiza, Inglaterra e Italia. En 1907 se publicó su libro de memorias: Recuerdos de mi vida, dedicado a su amigo el paisajista Aureliano de Beruete.

## Etapas pictóricas

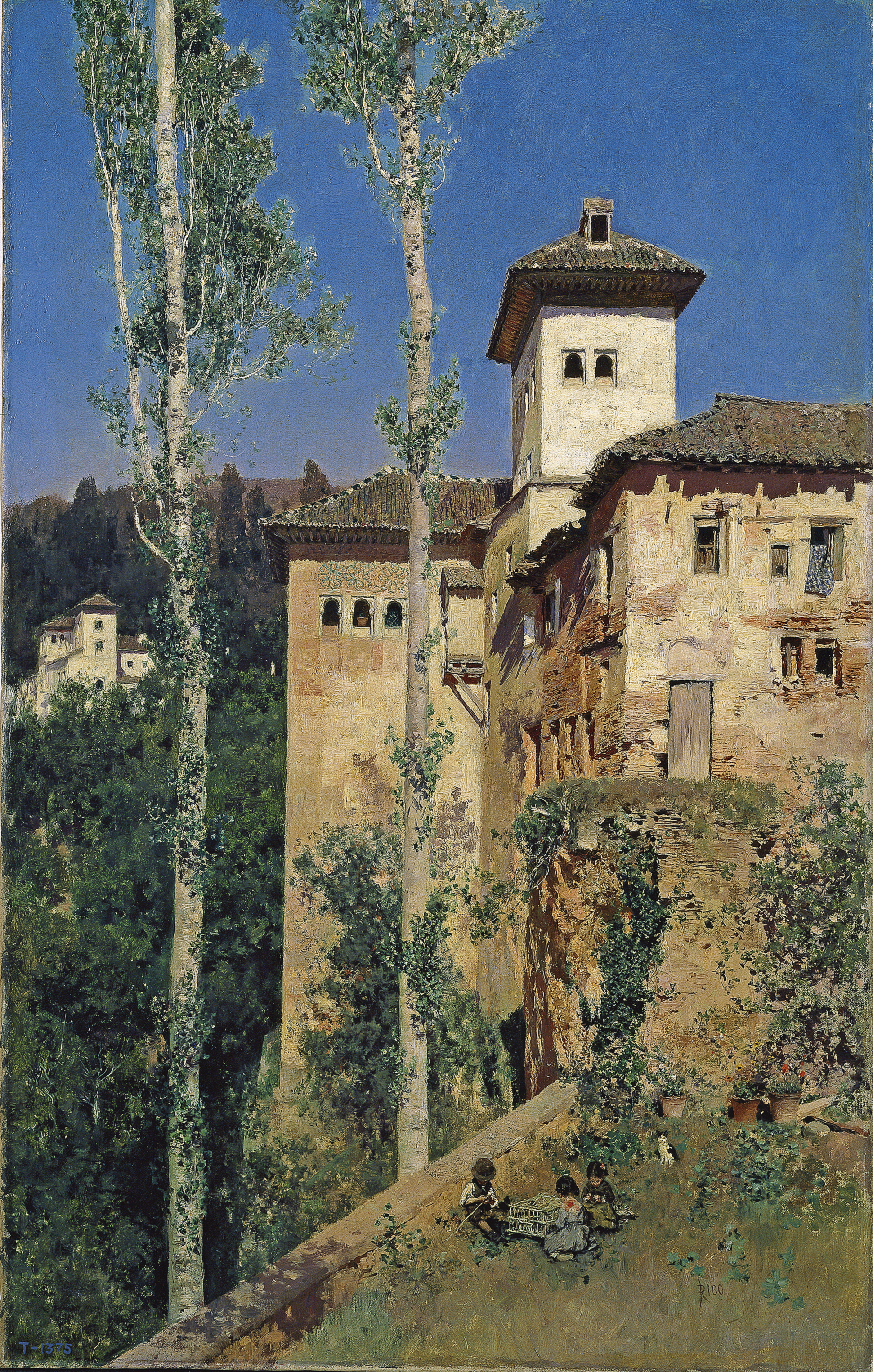
La Torre de las Damas en la Alhambra de Granada, 1871.Óleo sobre lienzo, 63,5 x 40 cm. Museo del Prado.

A lo largo de su obra se aprecia una evolución desde el realismo a un cierto impresionismo. Las influencias de Turner y Ruysdael le llevaron a pintar paisajes cada vez más humanizados. Su relación con Mariano Fortuny profundizó ese cambio hacia pinturas más luminosas e impresionistas. Una de sus obras más conocidas es Lavanderas de La Varenne.

### Inicios (1854-1861)
Tras su etapa de formación en la Academia de Bellas Artes de San Fernando, el pintor se trasladó a Asturias para pintar la basílica de Covadonga (1856), y posteriormente a otros lugares de España, como Sierra Nevada (1857) y la sierra de Guadarrama (1858).

### Camino al realismo (1862-1870)

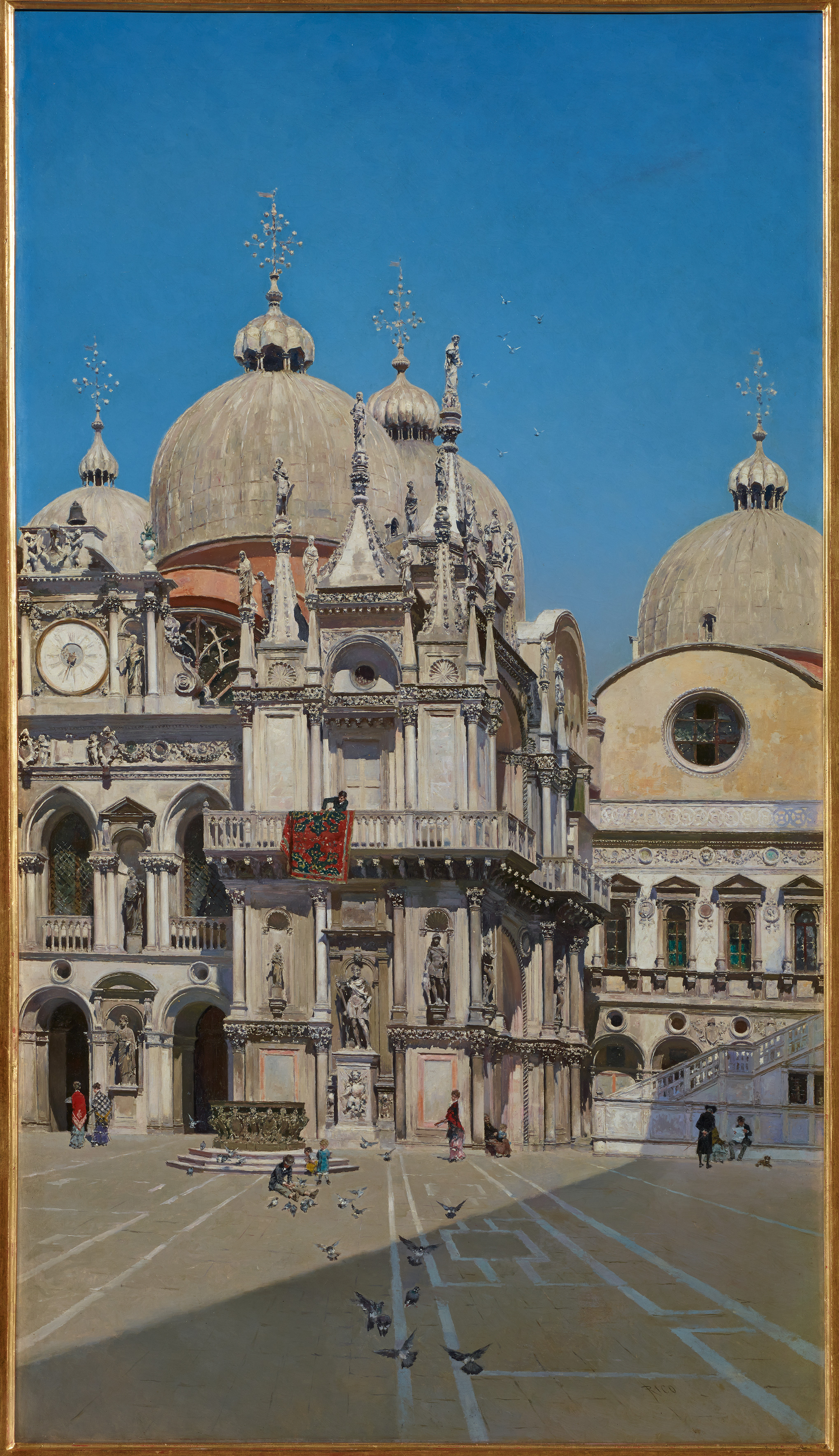
Patio del palacio de los Dux de Venecia, 1883, Colección Santander.

En 1862 fue pensionado a París con Raimundo de Madrazo y viajó a Suiza donde conoció a Alexandre Calame, que tuvo gran influencia en él y su pintura, como Campesinos de 1862 (Museo Carmen Thyssen Málaga). Tras su estancia en Suiza se trasladó a Inglaterra para estudiar la pintura de Turner y David Roberts. Después de Inglaterra recaló en Francia, donde estudió los paisajes fluviales de la Escuela de Barbizón y Daubigny, que le influyeron en sus pinturas realizadas en torno a los ríos Sena, Marne y Oise. Un día de verano en el Sena, de 1870-1875 (Museo Carmen Thyssen Málaga), supuso el fin de este período. 

### Vistas españolas (1870 - 1893)
Durante la Guerra franco-prusiana (1870-1871) volvió a España y en 1871 vivió en Granada con el pintor Mariano Fortuny, al que ya había conocido en Francia en 1866. La admiración que tuvo Rico por la ciudad se vio reflejada en las numerosas pinturas y acuarelas que realizó de sus monumentos. Entre 1872 y 1875 el pintor se centró en retratar la ciudad de Sevilla. En 1875 inició sus campañas en Toledo, que duraron hasta 1893, con incursiones a Madrid o El Escorial para realizar lienzos sobre las mismas.

### Vistas francesas e italianas (1872-1908)

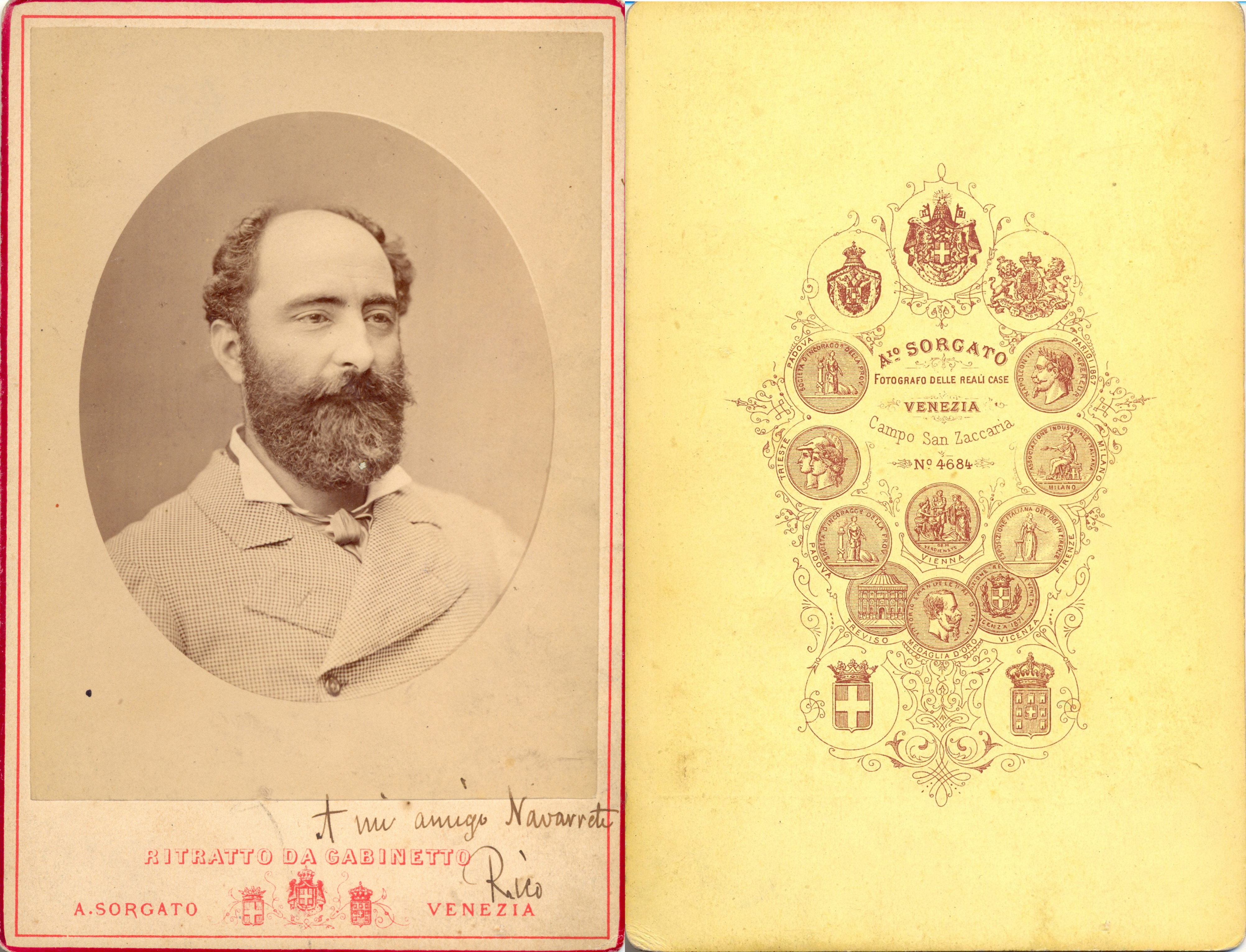
Foto dedicada a su amigo el pintor Ricardo Navarrete Fos.

En 1872 se trasladó a París, realizando numerosos viajes a partir del año siguiente a Italia (Nápoles, Roma, Verona, etc.) De esta época destacan obras como Río San Lorenzo con el campanario San Giorgio dei Greci, Venecia de 1900 (Museo Carmen Thyssen Málaga) ambientada en uno de los barrios más populares de la ciudad de Venecia. Durante su estancia en Francia se trasladó a diversos puntos de la geografía francesa como la Costa Azul o Chartres. En 1878 recibió la Legión de Honor por su contribución a la Exposición Universal de París de 1878.

### Vistas venecianas (1873-1908)
Solapada con su estancia en Francia, en 1873, y entre sus viajes a Italia, el artista conoció Venecia. La ciudad del Véneto produjo una profunda admiración en el pintor, que la vio como un gran taller al aire libre. Su estilo luminoso, el colorido, los reflejos y la pincelada precisa y preciosista de su pintura le hicieron ganarse a la crítica y consiguió gran éxito, sobre todo en Estados Unidos, donde fue a parar la mayor parte de sus últimas obras. El perfil cosmopolita de Martín Rico fue probablemente la causa de que su reconocimiento fuera mayor fuera de España. Muerto en Venecia, fue enterrado en el Cimitero di San Michele.

## Algunas obras

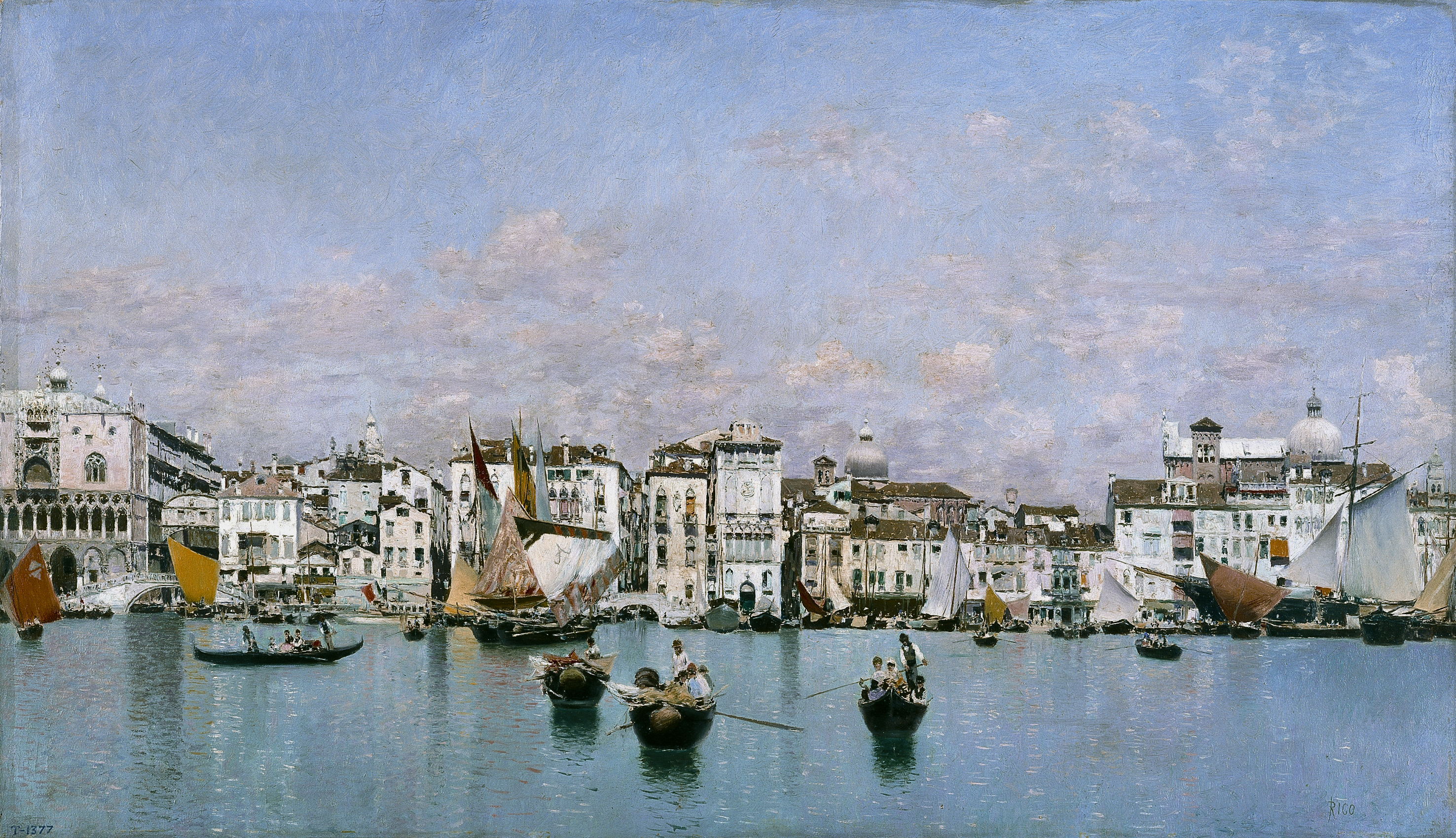
La Riva degli Schiavoni en Venecia (1873).

- Un país, cercanías de Azañón (1858), río Tajo. Museo del Prado.[5]
- Sierra del Guadarrama (1869). Museo de Arte de Newark.
- Un día de verano en el Sena (1870-1875), Museo Carmen Thyssen Málaga
- Desembocadura del Bidasoa (h. 1865) Museo del Prado.
- Torre de las Damas (1871-72), Museo del Prado.
- La riva degli Schiavoni en Venecia (1873), Museo del Prado.
- Venecia. La entrada al Gran Canal (1877) Filadelfia, Pennsylvania Academy of the Fine Arts.
- Patio del palacio de los Dux de Venecia, 1883, Fundación Banco Santander.
- Alcalá de Guadaira (h. 1890), Museo del Prado.
- Vista de Venecia (h. 1900), Museo del Prado.
- Un canal en Venecia (1906), Brooklyn Museum of Art.
- Autorretrato (1908) París, colección Michel Rico.
- Río San Lorenzo con el campanario San Giorgio dei Greci, Venecia (1900), Museo Carmen Thyssen Málaga
- Campesinos (1862), Museo Carmen Thyssen Málaga
- Vistas al Santuario de Covadonga (1856), Museo de Bellas Artes de Asturias.

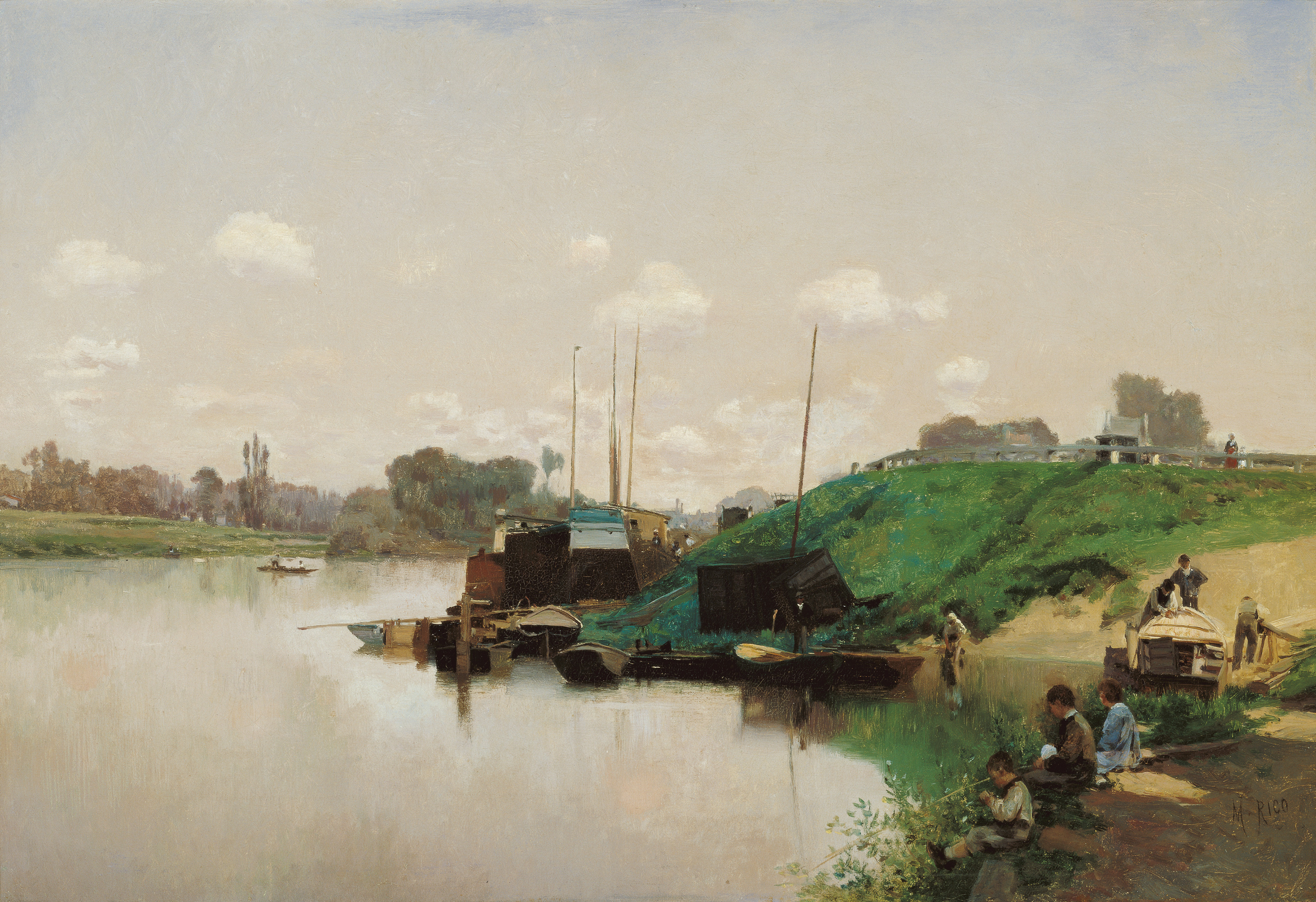
Un día de verano en el Sena, 1870-1875, óleo sobre lienzo, 40 x 57.1 cm, Museo Carmen Thyssen Málaga.
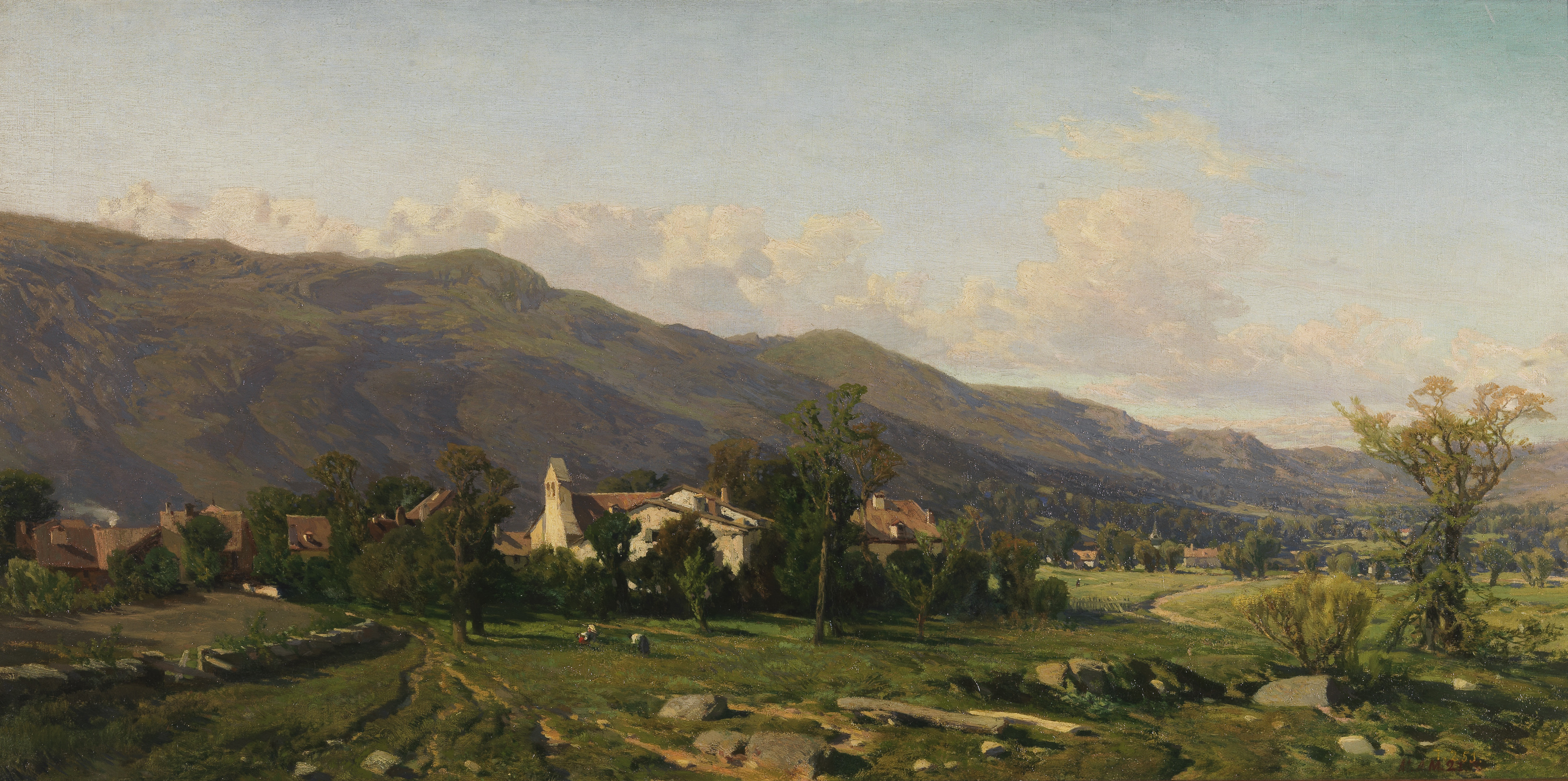
Paisaje de Suiza (1862), Museo del Prado.
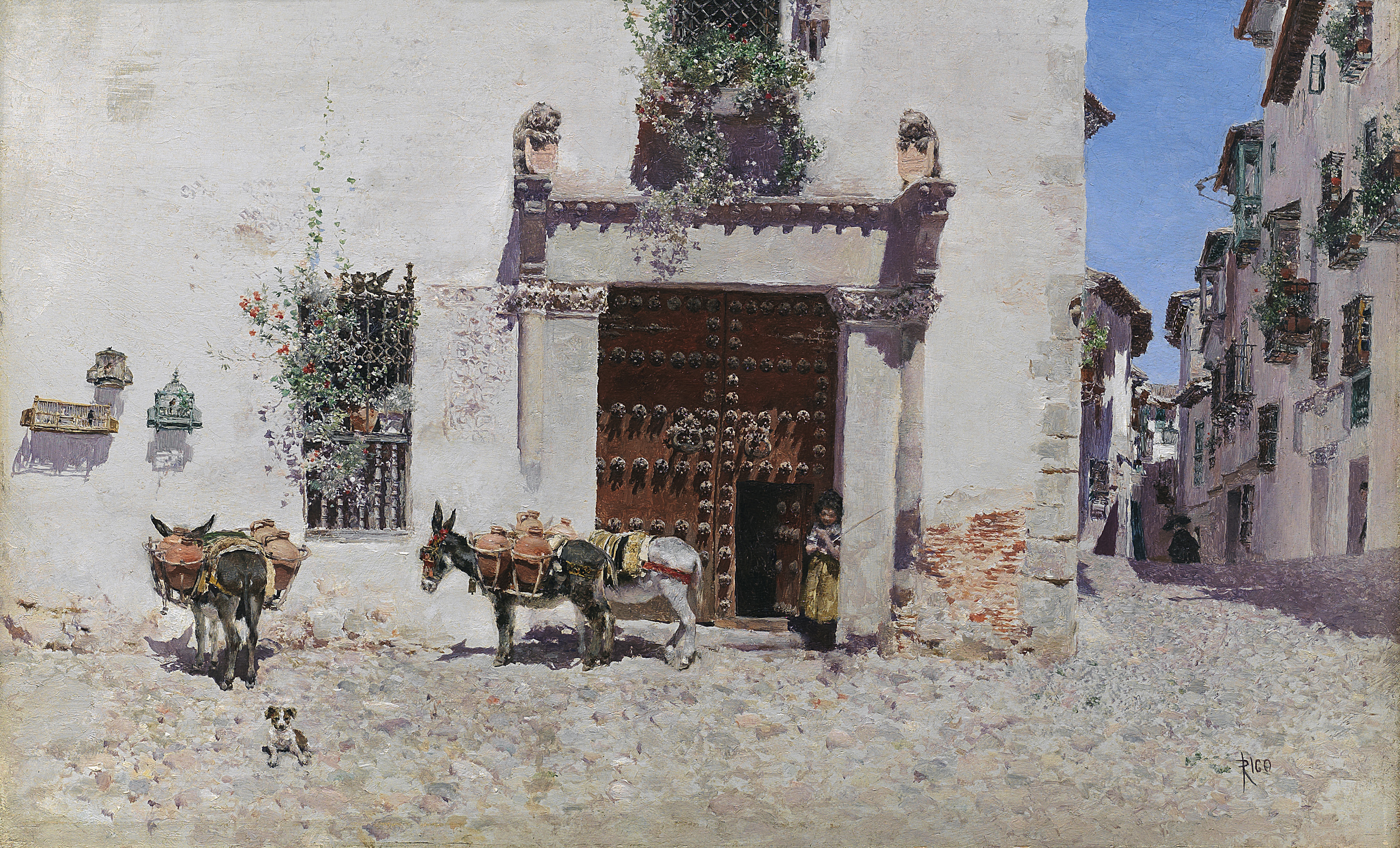
Puerta de una casa en Toledo (1875 - 1878), Museo del Prado.
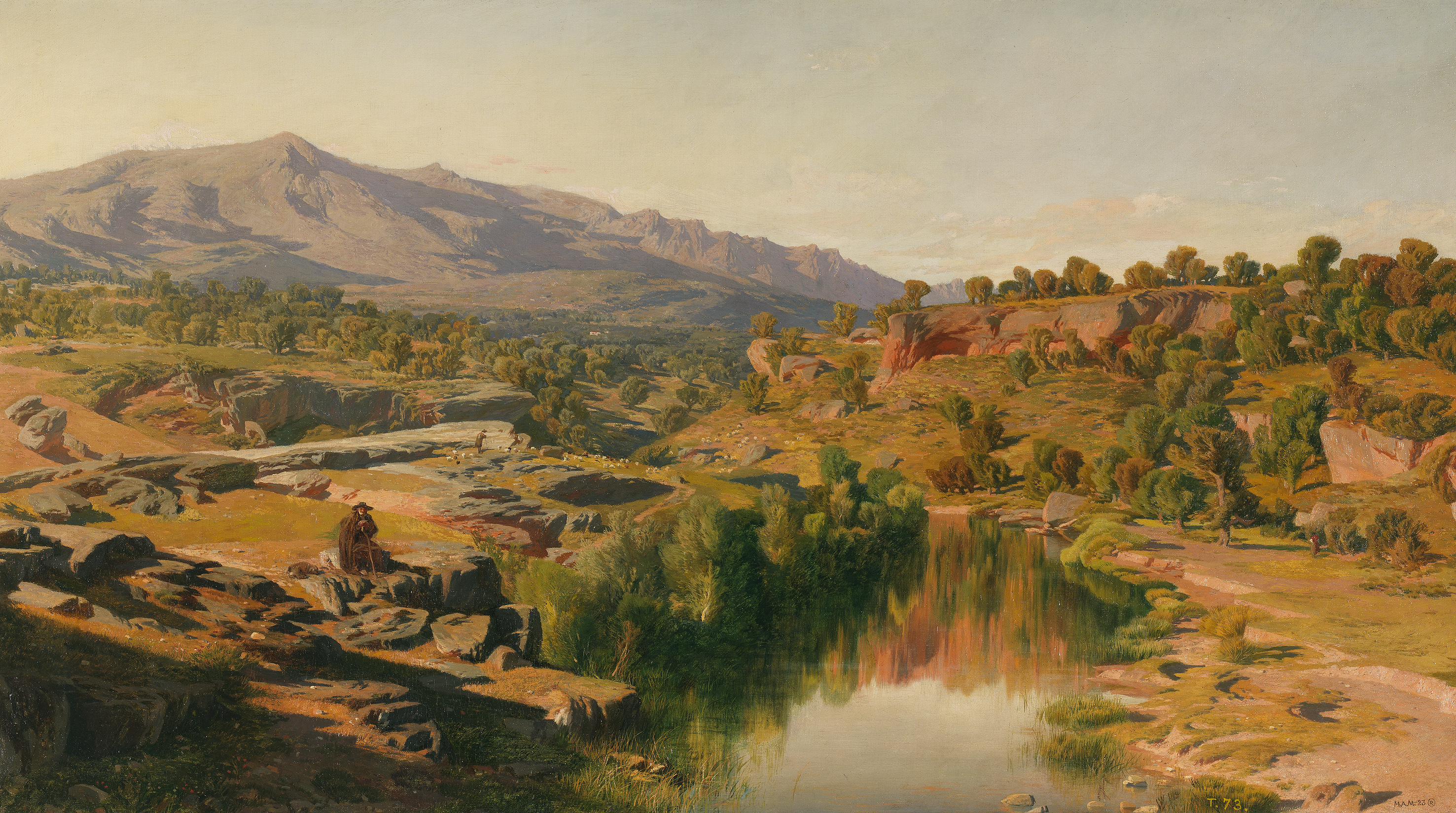
Un país, cercanías de Azañón (1859), Museo del Prado.
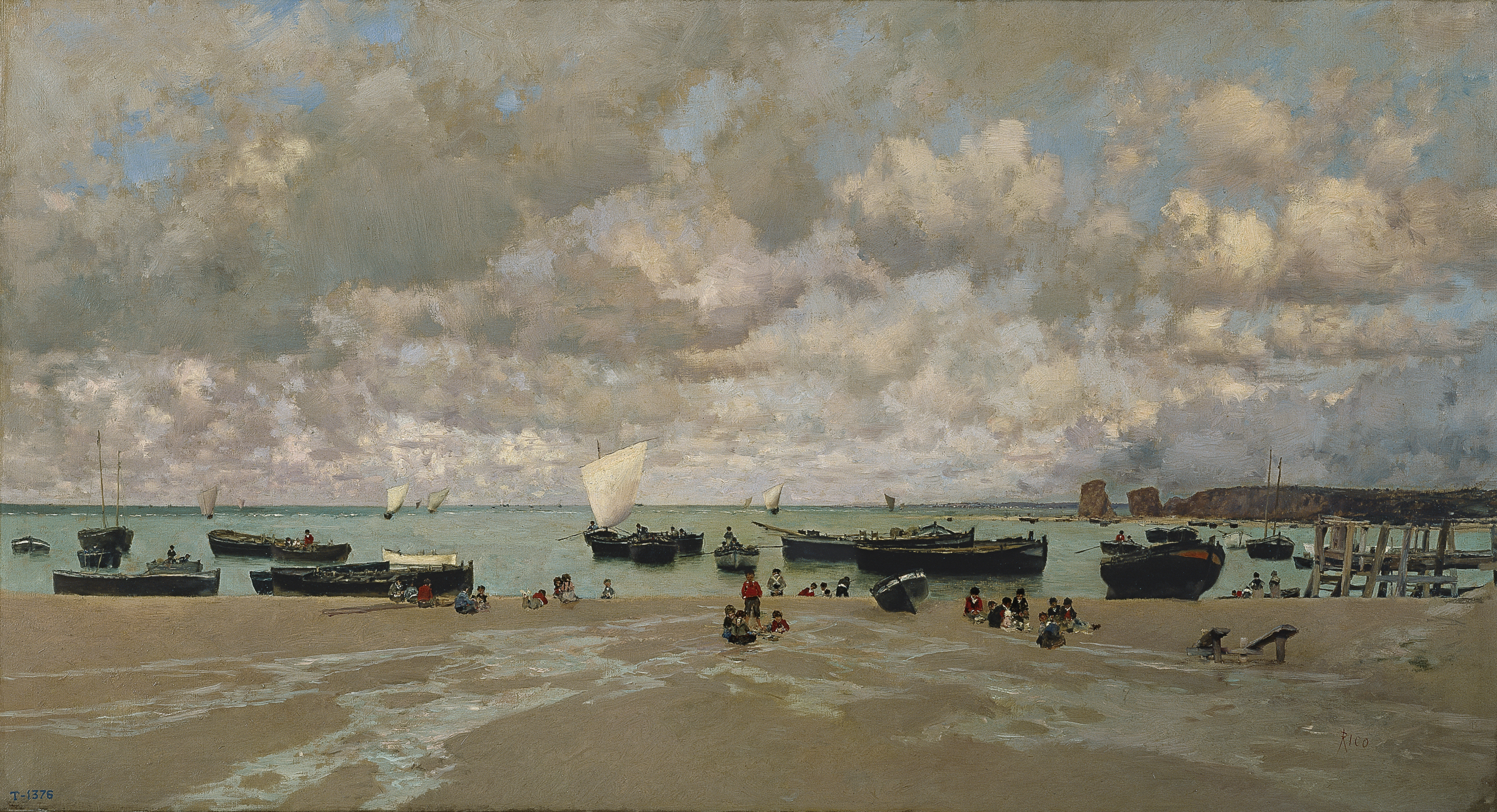
Desembocadura del Bidasoa (1872), Museo del Prado.

## Reconocimientos
Del 30 de octubre de 2012 al 10 de febrero de 2013 se celebró una exposición monográfica en el Museo del Prado: El paisajista Martín Rico (1833-1908).